# Rick Lanz
Richard Roman Lanz, dit « Rick Roman », (né le 16 septembre 1961 à Karlovy Vary, en Tchécoslovaquie) est un joueur professionnel canadien de hockey sur glace qui évoluait au poste de défenseur qui est ensuite devenu entraîneur.

## Biographie
Lanz nait en 1961 en Tchécoslovaquie mais il quitte son pays neuf ans plus tard lorsque sa famille fuit l'invasion soviétique.

### Joueur
Il est choisi en 7e position lors du 1er tour du repêchage d'entrée dans la LNH 1980 par les Canucks de Vancouver après une carrière junior avec les Generals d'Oshawa au sein desquels il est nommé meilleur défenseur trois saisons consécutives. Cette même année, il participe au championnat du monde junior où le Canada termine à la cinquième place. Il débute avec les Canucks la saison suivante à 19 ans ; il marque son premier but lors de son premier match avec l'équipe et termine avec 29 points en 76 rencontres. Il ne joue que 39 parties en 1981-1982 en raison d'une déchirure des ligaments du genou contractée début janvier qui le force à interrompre sa saison et à manquer les séries éliminatoires. De retour en 1982-1983, il marque 10 buts et 48 points et termine ainsi sixième pointeur de l'équipe. Il est sélectionné dans l'équipe du Canada au championnat du monde où il remporte la médaille de bronze.
La saison 1983-1984 est la meilleure de sa carrière dans la LNH. Il totalise 18 buts et 57 points marqués ce qui en fait le sixième buteur le cinquième pointeur des Canucks ; il remporte de plus le trophée Babe Pratt remis au meilleur défenseur de l'équipe. Il est particulièrement efficace lors des supériorité numériques où marque 14 de ses 18 buts ; il termine ainsi à la première place des défenseurs de la LNH dans ce domaine à égalité avec Paul Coffey des Oilers d'Edmonton. Avec quatre passes et autant de points, il est le meilleur joueur des Canucks dans ces domaines lors des séries où Vancouver se fait éliminer dès le premier tour.
La saison suivante, où il souffre d'une blessure au cou, voit Lanz ne marquer que 19 points en 57 matchs. Il retrouve de bonnes statistiques en 1986 quand il marque 15 buts, 38 aides et 53 points en 75 matchs qui le placent respectivement aux septième, troisième et cinquième rangs dans l'équipe. Il est cependant échangé aux Maple Leafs de Toronto après 12 matchs en 1986 contre Jim Benning et Dan Hodgson. Il termine la saison avec vingt-huit points en 61 rencontres de saison régulière. Il joue 13 matchs de séries, marquant quatre points alors que les Maple Leafs sont éliminés en demi-finale de conférence par les Red Wings de Détroit en sept matchs. Il marque à nouveau 28 point en 1987-1988 puis seulement dix alors qu'il ne dispute que 32 matchs.
Laissé libre, il joue une saison en Suisse avec le HC Ambri-Piotta avant de revenir en Amérique du Nord où il l'Ice d'Indianapolis dans la Ligue internationale de hockey. Le 13 août 1990, il signe comme agent libre avec les Blackhawks de Chicago avec lesquels il dispute un dernier match dans la LNH alors qu'il passe l'essentiel de la saison avec les Roadrunners de Phoenix. Il prend sa retraite après une dernière saison dans la LIH.

### Entraîneur
Après sa carrière de joueur, il embrasse celle d'entraîneur. Il est notamment nommé entraîneur-chef du Thunder de Langley en 1995. Il mène son équipe à un bilan de 47 victoires pour seulement 7 défaites et 6 matchs nuls ; celle-ci dispute la coupe de la Banque royale qu'elle perd 4-3 contre les Western Capitals de Summerside. Il retrouve la coupe en 2006 avec l'Express de Burnaby qu'il mène cette fois-ci à la victoire.

## Statistiques

### Joueur
| Saison     | Équipe                 | Ligue      |     | Saison régulière | Saison régulière | Saison régulière | Saison régulière | Saison régulière |   | Séries éliminatoires | Séries éliminatoires | Séries éliminatoires | Séries éliminatoires | Séries éliminatoires |
| Saison     | Équipe                 | Ligue      | PJ  | B                | A                | Pts              | Pun              | PJ               | B | A                    | Pts                  | Pun                  |                      |                      |
| 1976-1977  | Cougars de Burlington  | ON-Jr.B    | 45  | 10               | 25               | 35               | 28               |                  |   |                      |                      |                      |                      |                      |
| 1977-1978  | Generals d'Oshawa      | OMJHL      | 65  | 1                | 41               | 42               | 51               | 6                | 0 | 2                    | 2                    | 4                    |                      |                      |
| 1978-1979  | Generals d'Oshawa      | OMJHL      | 65  | 12               | 47               | 59               | 88               | 5                | 1 | 3                    | 4                    | 14                   |                      |                      |
| 1979-1980  | Generals d'Oshawa      | OMJHL      | 52  | 18               | 38               | 56               | 51               | 7                | 2 | 3                    | 5                    | 6                    |                      |                      |
| 1980-1981  | Canucks de Vancouver   | LNH        | 76  | 7                | 22               | 29               | 40               | 3                | 0 | 0                    | 0                    | 4                    |                      |                      |
| 1981-1982  | Canucks de Vancouver   | LNH        | 39  | 3                | 11               | 14               | 48               |                  |   |                      |                      |                      |                      |                      |
| 1982-1983  | Canucks de Vancouver   | LNH        | 74  | 10               | 38               | 48               | 46               | 4                | 2 | 1                    | 3                    | 0                    |                      |                      |
| 1983-1984  | Canucks de Vancouver   | LNH        | 79  | 18               | 39               | 57               | 45               | 4                | 0 | 4                    | 4                    | 2                    |                      |                      |
| 1984-1985  | Canucks de Vancouver   | LNH        | 57  | 2                | 17               | 19               | 69               |                  |   |                      |                      |                      |                      |                      |
| 1985-1986  | Canucks de Vancouver   | LNH        | 75  | 15               | 38               | 53               | 73               | 3                | 0 | 0                    | 0                    | 0                    |                      |                      |
| 1986-1987  | Canucks de Vancouver   | LNH        | 17  | 1                | 6                | 7                | 10               |                  |   |                      |                      |                      |                      |                      |
| 1986-1987  | Maple Leafs de Toronto | LNH        | 44  | 2                | 19               | 21               | 32               | 13               | 1 | 3                    | 4                    | 27                   |                      |                      |
| 1987-1988  | Maple Leafs de Toronto | LNH        | 75  | 6                | 22               | 28               | 65               | 1                | 0 | 0                    | 0                    | 2                    |                      |                      |
| 1988-1989  | Maple Leafs de Toronto | LNH        | 32  | 1                | 9                | 10               | 18               |                  |   |                      |                      |                      |                      |                      |
| 1989-1990  | HC Ambri-Piotta        | LNA        | 36  | 4                | 14               | 18               |                  |                  |   |                      |                      |                      |                      |                      |
| 1990-1991  | Ice d'Indianapolis     | LIH        | 8   | 0                | 5                | 5                | 18               |                  |   |                      |                      |                      |                      |                      |
| 1991-1992  | Blackhawks de Chicago  | LNH        | 1   | 0                | 0                | 0                | 2                |                  |   |                      |                      |                      |                      |                      |
| 1991-1992  | Roadrunners de Phoenix | LIH        | 38  | 7                | 14               | 21               | 21               |                  |   |                      |                      |                      |                      |                      |
| 1992-1993  | Knights d'Atlanta      | LIH        | 25  | 6                | 12               | 18               | 30               |                  |   |                      |                      |                      |                      |                      |
| Totaux LNH | Totaux LNH             | Totaux LNH | 569 | 65               | 221              | 286              | 448              | 28               | 3 | 8                    | 11                   | 35                   |                      |                      |

| Année | Compétition                 |   | PJ | B | A | Pts | Pun                |  | Résultat |
| 1980  | Championnat du monde junior | 5 | 0  | 1 | 1 | 6   | 5e place           |  |          |
| 1983  | Championnat du monde        | 6 | 0  | 2 | 2 | 2   | Médaille de bronze |  |          |

### Entraîneur
| Saison    | Équipe                | Ligue |    | PJ | V  | D | N | Pr     | % V |  | Séries éliminatoires |
| 1996-1997 | Eagles de Surrey      | LHCB  | 60 | 47 | 7  | 6 | 0 | 83,3 % |     |  |                      |
| 1997-1998 | Americans de Tri-City | LHOu  | 72 | 17 | 49 | 6 | 0 | 27,8 % |     |  |                      |
| 1998-1999 | Hornets de Langley    | LHCB  | 60 | 20 | 38 | 0 | 2 | 35 %   |     |  |                      |
| 1999-2000 | Hornets de Langley    | LHCB  | 60 | 41 | 17 | 0 | 2 | 70 %   |     |  |                      |
| 2000-2001 | Hornets de Langley    | LHCB  | 60 | 29 | 25 | 0 | 6 | 53,3 % |     |  |                      |
| 2003-2004 | Hornets de Langley    | LHCB  | 60 | 19 | 36 | 1 | 4 | 35,8 % |     |  |                      |
| 2005-2006 | Express de Burnaby    | LHCB  | 60 | 34 | 20 | 1 | 5 | 61,7 % |     |  |                      |